# Erich Koch
Erich Koch, född 19 juni 1896 i Elberfeld, död 12 november 1986 i Barczewo, var en tysk nazistisk politiker. Han var Gauleiter i Ostpreussen 1928–1945 och rikskommissarie för det av Nazityskland ockuperade Ukraina 1941–1944.

## Biografi
Erich Koch blev år 1922 nationalsocialist, tillhörde 1922–1928 Gauledningen i Ruhr och avskedades 1926 ur statstjänst på grund av sin politiska verksamhet. Han var 1928–1941 Gauleiter i Ostpreussen.
Koch var under från 1941 till 1944 rikskommissarie i Reichskommissariat Ukraine. Hans första åtgärd som rikskommissarie var att stänga alla skolor. "Ukrainska barn behöver inga skolor. Det som är nödvändigt för dem att lära sig får de veta från sina tyska herrar." Kochs ökända brutalitet speglas i citatet, "Om jag träffar en ukrainare värd att sitta vid mitt bord, måste jag skjuta honom först." I egenskap av Ukrainas härskare var Koch medansvarig för massakern i Babij Jar den 29 till den 30 september 1941, då 33 771 ukrainska judar mördades.
Koch åtalades aldrig vid Nürnbergrättegångarna. År 1950 utlämnades Koch från Storbritannien till Polen. Först efter nio år åtalades han och dömdes till döden den 9 mars 1959. Han dömdes enbart för krigsbrott förövade i Polen. Straffet omvandlades till livstids fängelse och han dog en naturlig död 90 år gammal i fängelset i Barczewo i nordöstra Polen den 12 november 1986. Trots att Koch hade ansvaret för mordet på miljontals människor, från Baltikum till Svarta Havet, ställdes han aldrig inför rätta för krigsbrott i Ukraina och Baltikum. Hans krigsbrott blev heller aldrig helt kartlagda. I det självständiga Ukraina har spekulationer bland nationalisterna förekommit om att Stalin inte ville se Koch och hans medarbetare vittna om styrkan hos de ukrainska nationalisterna under kriget.